# مایکل بلیساریو
مایکل بلیساریو (انگلیسی: Michael Bellisario؛ زادهٔ ۷ آوریل ۱۹۸۰) یک هنرپیشه اهل ایالات متحده آمریکا است. وی از سال ۱۹۸۳ میلادی تاکنون مشغول فعالیت بوده‌است.